# Макассарская чёрная кошачья акула
Макассарская чёрная кошачья акула (лат. Apristurus sibogae) — один из видов рода чёрных кошачьих акул (Apristurus), семейство кошачьих акул (Scyliorhinidae).

## Ареал
Это глубоководный малоизученный вид, который известен по единственному голотипу, который представляет собой неполовозрелую самку длиной 21 см, пойманную на глубине 655 м в Макассарском проливе между Борнео и Сулавеси (Индонезия).

## Биология
Размножается, откладывая яйца, заключенные в твёрдую капсулу.

## Взаимодействие с человеком
Данных для оценки состояния сохранности вида недостаточно.